# Arsenal (Belgische band)
Arsenal is een Belgisch producersduo dat een mix maakt van pop, hiphop en wereldmuziek.
Arsenal bestaat hoofdzakelijk uit twee personen, Hendrik Willemyns en John Roan. Zij vormen de kern van de band, maar worden bijgestaan door muzikanten en gast-vocals zoals Gabriel Ríos, Aaron Perrino van The Sheila Divine en Dear Leader en Balo van Starflam. Ze brengen een mengeling van verschillende muziekstijlen, die zomers en warm aanvoelt. Zelf omschreven ze hun eerste langspeelplaat Oyebo Soul als "een symbiose van Afro en Brasilian vibes, house en wat hiphop en rock."

## Geschiedenis
In 1999 brachten producers Willemyns en Roan hun eerste ep Release uit. Later verscheen de single "A volta", een samenwerking tussen hen en Mario Vitalino Dos Santos (overleden op 3 september 2018 na een zwaar verkeersongeval), een Braziliaanse singer-songwriter die als hobby capoeira beoefende. Het nummer werd een hit op de dansvloer. Ook de single "Mr.Doorman" werd een schot in de roos.
In 2003 volgde de eerste volwaardige cd, Oyebo Soul (Bleekschetenziel). Twee jaar later, in 2005, volgde Outsides als tweede langspeelplaat. Bij deze plaat stak een dvd waarop John en Hendrik een paar van hun gastzangers voorstelden: Aaron Perrino in Boston, Gabriël Ríos in Puerto Rico en Mario Vitalino dos Santos in Salvador.
Live is het duo met de hulp van hun zangeres Leonie Gysel zeer populair. Ze stonden meermaals op Werchter op het podium. Ze waren ook te zien op andere festivals, zoals Pukkelpop, Marktrock, Dranouter, Lokerse Feesten, Rock Ternat, Leffingeleuren, Rock Herk en Schoolrock Festival.
Hun dansvloervuller "A volta" werd gebruikt tijdens de laatste aflevering van de Amerikaanse serie Six Feet Under. De twee heren maakten ook hun opwachting in de befaamde "Bootleg Bar". Hier schotelden ze onuitgebracht materiaal voor. En in 2005 sleepten ze nog de ZAMU Award voor beste dance in de wacht, een titel die ze eind 2011 opnieuw krijgen tijdens de uitreiking van de intussen van naam gewijzigde Music Industry Awards 2011.
In 2015 vierden ze hun 15-jarig bestaan met een reeks van 5 uitverkochte concerten in de Ancienne Belgique.

## Gastzangers
Op elke van hun zes studioalbums werkte Arsenal samen met een breed scala aan internationale gastzangers, onder wie Mario Vitalino Dos Santos, Gabriel Ríos, Aaron Perrino (The Sheila Divine), Baloji (Starflam), John Garcia (Kyuss, Vista Chino), Shawn Smith (Brad, Satchel, Pigeonhed), Mike Ladd, Grant Hart (Hüsker Dü), Johnny Whitney (The Blood Brothers) en Lydmor.

## Discografie

### Albums
| Album met hitnotering(en) in de Vlaamse Ultratop 200 albums | Datum van verschijnen | Datum van binnenkomst | Hoogste positie | Aantal weken | Opmerkingen   |
| ----------------------------------------------------------- | --------------------- | --------------------- | --------------- | ------------ | ------------- |
| Oyebo soul                                                  | 23-05-2003            | 24-01-2004            | 75              | 4            |               |
| Outsides                                                    | 29-04-2005            | 07-05-2005            | 4               | 74           |               |
| Lotuk                                                       | 07-04-2008            | 12-04-2008            | 1(1wk)          | 56           |               |
| Lokemo                                                      | 11-04-2011            | 16-04-2011            | 2               | 49           | Goud          |
| Furu                                                        | 07-04-2014            | 12-04-2014            | 1(1wk)          | 41           |               |
| In the rush of shaking shoulders                            | 18-05-2018            | 26-05-2018            | 2               | 28           |               |
| The rhythm of the band                                      | 30-04-2021            | 08-05-2021            | 41              | 2            |               |
| A collection                                                | 26-11-2021            | 11-12-2021            | 22              | 8            | Verzamelalbum |

### Singles
| Single met hitnotering(en) in de Vlaamse Ultratop 50 | Datum van verschijnen | Datum van binnenkomst | Hoogste positie | Aantal weken | Opmerkingen |
| ---------------------------------------------------- | --------------------- | --------------------- | --------------- | ------------ | ----------- |
| Mr. doorman                                          | 2003                  | 21-06-2003            | tip2            | -            |             |
| Switch                                               | 2005                  | 12-11-2005            | tip8            | -            |             |
| Saudade                                              | 2005                  | 30-07-2005            | tip17           | -            |             |
| Lotuk                                                | 2008                  | 26-04-2008            | 19              | 11           |             |
| Estupendo                                            | 2008                  | 30-08-2008            | 42              | 4            |             |
| Melvin                                               | 14-03-2011            | 02-04-2011            | 5               | 23           | Goud        |
| One day at a time                                    | 20-06-2011            | 16-07-2011            | tip3            | -            |             |
| High venus                                           | 24-10-2011            | 12-11-2011            | tip9            | -            |             |
| Black mountain (beautiful love)                      | 03-03-2014            | 22-03-2014            | 37              | 4            |             |
| Not yet free                                         | 26-05-2014            | 07-06-2014            | tip11           | -            |             |
| Temul (lie low)                                      | 25-08-2014            | 04-10-2014            | 39              | 6            |             |
| Amplify                                              | 24-11-2017            | 30-12-2017            | 50              | 1            |             |
| Whale                                                | 27-04-2018            | 05-05-2018            | tip6            | -            |             |
| Stick & groove                                       | 31-08-2018            | 15-09-2018            | tip46           | -            |             |
| Animal                                               | 09-04-2021            | 17-04-2021            | tip5            | -            |             |

## Filmconcerten

### Dance! Dance! Dance!
Het verhaal is dat van een Japanse dj die last heeft van spoken. Hendrik Willemyns schrijft en produceert de film in samenwerking met de Japanse regisseur Ken Ochiai. Het eindresultaat is een filmconcert dat in première gaat op Film Fest Gent in 2014 en daarna toert langs de Belgische culturele centra. De filmvoorstellingen worden live begeleid door Arsenal.

### Birdsong[8]
Een jonge vrouw in Tokio droomt van een leven als muzikante, maar wordt geconfronteerd met de donkere kant van de muziekindustrie. Enkele songs van In the Rush of Shaking Shoulders worden gebruikt als soundtrack voor deze tweede film van Hendrik Willemyns. Tijdens de filmvoorstellingen wordt de muziek opnieuw live gebracht, dit keer door Willemyns en Paulien Mathues. Eind 2019 werd de film verkocht aan HBO. In 2021 werd Birdsong bekroond met de juryprijs van Cinéfest Ibiza.

## Arsenal - The rhythm of the band
In een mix van documentaire, fictie en veel muziek gaat Hendrik Willemyns op zoek naar een antwoord op de vraag "Wat is muziek?", terwijl John Roan zich richt op zijn nieuwe blackmetalband, Lalma. In Chongqing in China komen ze samen voor een reeks gesprekken over hun toekomst en die van Arsenal. De reeks werd uitgezonden op Canvas in mei 2021.